# Trypeticinae
Trypeticinae (лат.) — подсемейство жуков из семейства карапузиков. Описано не менее 3 родов и более 110 видов.

## Систематика
- подсемейство: Trypeticinae

- род: Coptorophis
- род: Pygocoelis
- род: Trypanaeus
- род: Trypeticus
- род: Trypobius
- род: Trypolister
- род: Xylonaeus